# Галдангийн Жамсран
Галдангийн Жамсран (род. 1958, Тэс (Увс), Увс) — монгольский самбист, чемпион мира среди юниоров, призёр международных турниров, чемпион и призёр чемпионатов мира по самбо, победитель и призёр розыгрышей Кубка мира по самбо, призёр соревнований «Дружба-84» по самбо, Заслуженный спортсмен Монголии (1984). Выступал в лёгкой (до 62 кг) и первой полусредней (до 68 кг) весовых категориях. По состоянию на 2018 год был председателем комитета по физической культуре и спорту Багаиханайского района.

## Семья
Младший брат Баатарсүрен Галдангин является чемпионом мира по самбо среди юниоров. Племянник (сын брата) Дамдинсурэнгийн Нямху — дзюдоист, чемпион Азии 2003 года, победитель Азиатских Игр 2006 года, участник летних Олимпиад 2004 и 2008 годов. Племянник (сын сестры) Сайнжаргалын Ням-Очир — дзюдоист, бронзовый призёр летней Олимпиады 2012 года, бронзовый призёр чемпионата мира 2015 года.